# Paolo Knill

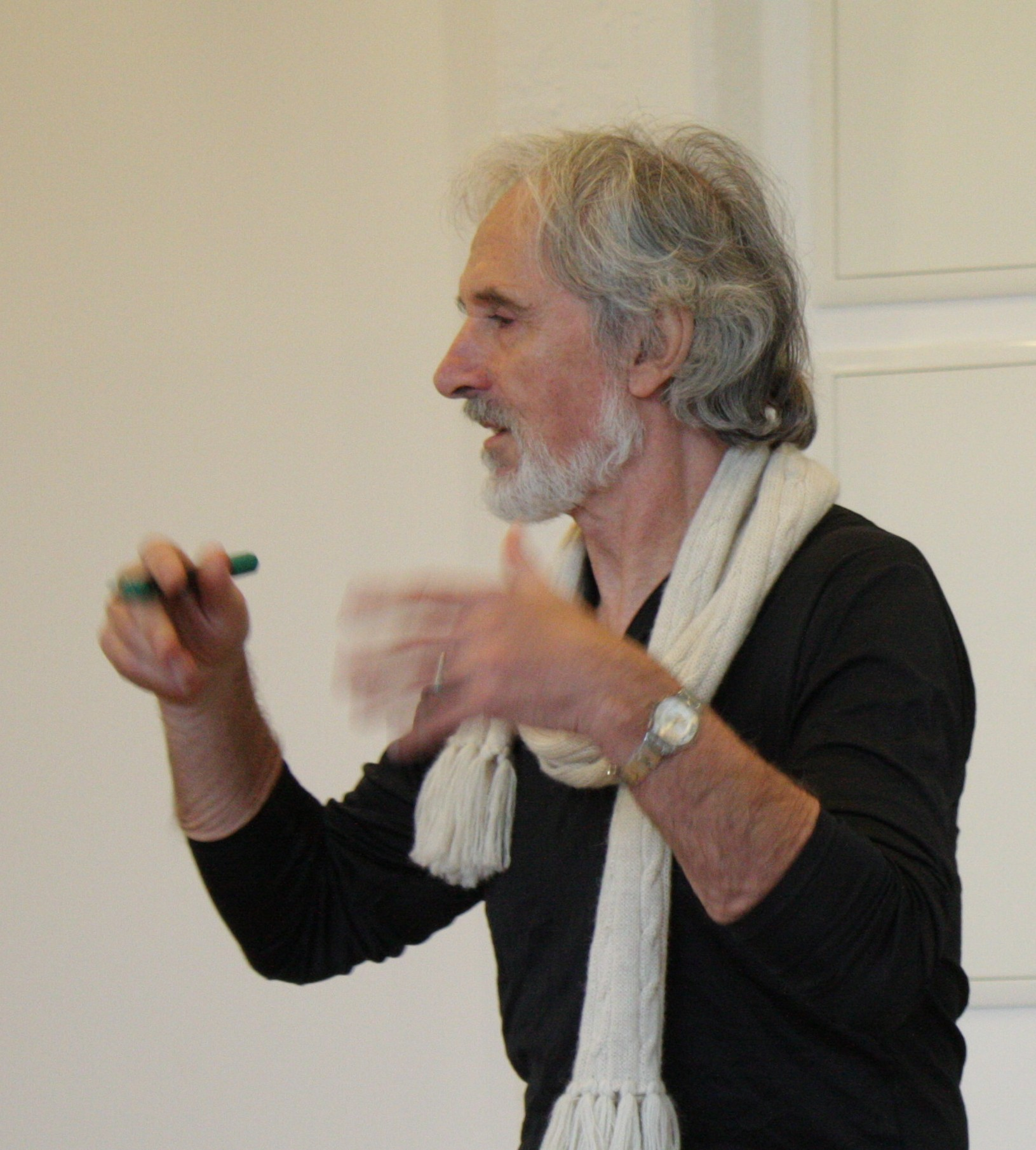
Paolo Knill

Paolo Knill (Paolo J. Knill, Paolo Jakob Knill, * 11. Juni 1932 in Neuhausen am Rheinfall, Schweiz; † 13. September 2020 in Schaffhausen) war ein Schweizer Wissenschaftler, Künstler und Therapeut. Bis 1995 war er Ordinarius für Kunst- und Gestaltungstherapien an der Lesley University Cambridge USA. 1994 gründete Knill The European Graduate School mit Sitz in Saas-Fee (Schweiz) und Valletta (Malta).

## Leben
Paolo Knill studierte von 1953 bis 1958 Musikwissenschaft an der Universität Zürich. Gleichzeitig studierte er Aerodynamik und Strukturmechanik an der Eidgenössischen Technischen Hochschule (ETH) Zürich. Von 1959 bis 1961 studierte er an der University of Cambridge. 1976 promovierte er in Psychologie an der Union Graduate School in Yellow Springs, Ohio. Von 1961 bis 1965 arbeitete Paolo Knill in Lima, Peru.
1970 war er Assistant Professor für Musik am Konservatorium in Winterthur und Zürich, von 1973 bis 1975 Gastprofessor am Music Department at Tufts University in Medford, Massachusetts. Von 1976 bis 1995 war Paolo Knill Professor für Psychologie und Expressive Arts Therapies an der Lesley University Cambridge USA. 1995 wurde Knill emeritiert.

## Leistungen
1984 gründete er die Internationale Schule für Interdisziplinäre Studien (ISIS) in der Schweiz mit Ausbildungszentren in Kanada, Dänemark, Deutschland und den USA. Neben seiner Lehr- und Supervisionstätigkeit in Europa, Israel, Kanada und USA trat Paolo Knill auch als aufführender Musiker auf.

## Auszeichnungen
2001 erhielt Paolo Knill den Ehrendoktor der Musikwissenschaft der Hochschule für Musik und Theater Hamburg.

## Wissenschaftliche Arbeit
Paolo Knill ist Mitbegründer der Expressive Arts Therapy, die er in den 1970er Jahren in den USA als eine werk- und kunstorientierte Form künstlerischer Therapien entwickelte. Sie basiert auf der Phänomenologie, auf systemtheoretischen Überlegungen und dem Gedankengut der humanistischen Psychologie.
In den 1990er Jahren führte Paolo Knill die Methode des intermodalen Dezentrierens ein. Die Methode des Dezentrierens beruht auf systemtheoretischen Überlegungen. Sie führt den Klienten aus der Enge des Denkens und Handelns, die mit seinem Problem verbunden ist, in einen Raum künstlerischen und spielerischen Gestaltens. In diesem Spielraum können sinnliche Erfahrungen am Werk gemacht werden, die weder vorhersehbar noch planbar sind. Der Klient kann „Lösungsmöglichkeiten“ in dem konkret beobachtbaren „Hier“ und „Jetzt“ des künstlerischen Prozesses finden. Knill entwickelte in diesem Zusammenhang die „Kristallisationstheorie“, die, wie er sagt, grundsätzlich auf der phänomenologischen Prämisse aufgebaut ist, dass in einer künstlerischen Therapie Sinn ausschließlich aus dem ästhetischen Material aufsteigt, über das Therapeut und Klient zueinander in Beziehung treten.
1990 führte Knill den Begriff „das unvermittelbare Dritte“ in den wissenschaftlichen Diskurs ein und bezeichnet damit jenen Moment, in dem aus einer therapeutischen Begegnung unvermittelt etwas Neues hervorgeht oder auftaucht.
In Anlehnung an die Methodik der Expressive Arts Therapy hat Knill als Konfliktmanagement eine künstlerische Methodik für die Arbeit mit größeren Gemeinschaften entwickelt, die er „Community Art“ nennt.

## Schriften
- Ausdruckstherapie. Künstlerischer Ausdruck in Therapie und Erziehung als intermediale Methode (= Die grünen Bücher. 3 Pädagogische Reihe.). Ohlsen u. a., Halle/Westf. 1979, ISBN 3-922169-12-0.
- Medien in Therapie und Ausbildung. Eres Verlag, Lilienthal/Bremen, 1983, ISBN 3-922169-16-3
- Minstrels of Soul, Intermodal Expressive Therapy. Palmerston Press, Toronto, 1993, 2. Auflage EGS Press, Toronto, 2004, ISBN 978-0-9685330-3-1
- Principles and Practice of Expressive Arts Therapy. Coauthor mit Levine, S. und Levine, E., Jessica Kingsley, London 2004, ISBN 978-1-84310-039-3
- Kunstorientiertes Handeln in der Begleitung von Veränderungsprozessen. EGIS Verlag, Zürich, 2005, ISBN 3-905680-01-7
- Lösungskunst. Lehrbuch der kunst- und ressourcenorientierten Arbeit. Vandenhoeck & Ruprecht, Göttingen, 2. Auflage 2010, ISBN 978-3-525-40159-0